# 開口合成
開口合成（かいこうごうせい、英語：aperture synthesis）とは、複数の受信機を利用して、高分解能な情報を取得するための技術である。開口とは、電磁波を受信する素子、すなわち受信機を意味する言葉であり、複数の受信機を1つの大きな受信機に合成したような効果が得られるため、このように呼ぶ。

## 経緯
一般のアンテナ（電波受信機）の分解能限界は口径に比例し、観測波長に反比例する。しかし、電波の波長は可視光線の波長の一万倍以上長いものであるため、単体での分解能は光学系に比べて必然的に悪いものとなる。この問題を解消すべく、1946年、ケンブリッジ大学の天文学者マーティン・ライルらが、電波望遠鏡の分解能を向上させる方法として考案した、複数の電波望遠鏡を干渉計として使用する仕組みが開口合成である。ライルはこの業績によりノーベル物理学賞を受賞している。

## 仕組み
複数の受信機に同一の発信源から電磁波が到達するとき、発信源からの距離がわずかに異なる分だけ到達時間に差が生じる。2台の受信機の間を結ぶ直線（基線）の距離が分かっていれば、この到達時間の差から発信源の存在する方向が分かる。基線の長さが長くなればなるほど、発信源の方向がわずかに変わるだけで到達時間の差が大きくなる。この性質を利用すればわずかに異なる方向にある接近した2つの発信源からの電磁波を区別、すなわち高い分解能を得ることができる。逆に、同一発信源からの電磁波の到達時間の差から基線の長さを決定することも可能である。これにより基線の長さの変化を測定することで、高度な計測が可能となる。
基線の長さが長くなるほど分解能が上がることから、受信機の位置を出来るだけ離すことで高分解能を得ることが出来る。もちろん、同時に複数の受信機を用いることで、精度を向上させることも出来る。同一の波であれば適応できるため、いわゆる電波だけでなく音波、地震波 でも適応可能である。開口合成を実施するには、到達時間の差を厳密に計測する必要がある。「正確な計時を行うこと」がこの技術の鍵となっている。

## 応用範囲
一般的な応用例としては、合成開口レーダーがあげられる。合成処理に膨大な演算が必要なため利用が増加してきたのは比較的最近になってからであり、コンピュータの小型化や高速化によって用途が拡大してきている。そもそもの発端となった電波天文学においては、単体（1セット）の電波望遠鏡だけではなく、数千km の基線をもつVLBI（Very Long Baseline Interferometer：超長基線電波干渉計）でも利用されている。また、地球上にとどまらず電波望遠鏡を地球周回軌道へ打ち上げることでさらに基線を延長するスペースVLBIなども実施されている。また、VLBI については、測量にも利用されており、プレートテクトニクスによる大陸の移動の様子など、地殻の変化を調べるのに役立っている。